# Samtgemeinde Mittelweser
De Samtgemeinde Mittelweser is een Samtgemeinde in de Duitse deelstaat Nedersaksen. Het is een samenwerkingsverband van vijf kleinere gemeenten in het zuiden van Landkreis Nienburg/Weser. De Samtgemeinde ontstond op 1 november 2011 door de fusie van de vroegere Samtgemeinde Landesbergen, ten oosten van de Wezer, met de gemeente Stolzenau, ten westen van de Wezer.

## Bestuur van de Samtgemeinde

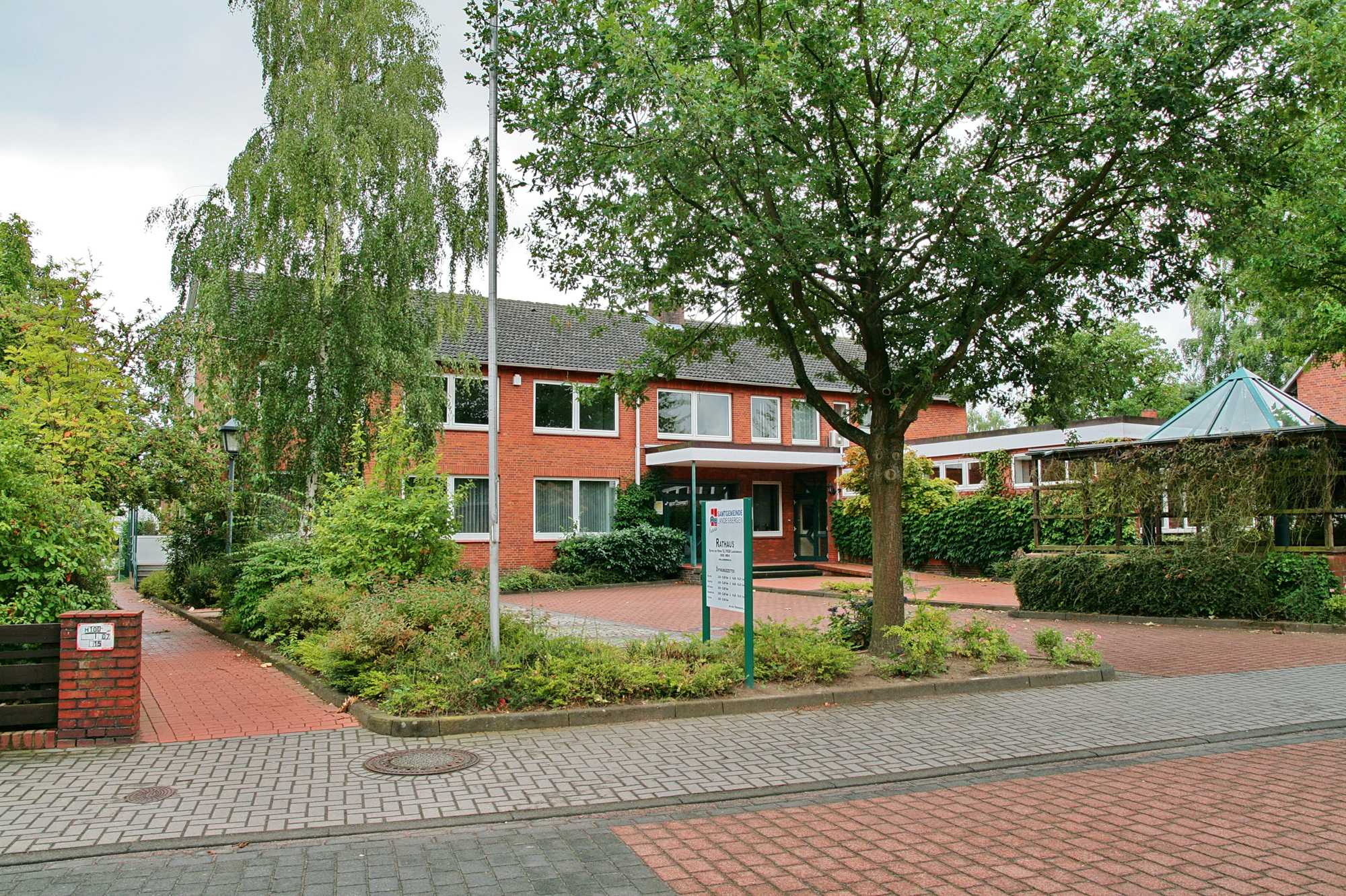
Raadhuis Landesbergen

De Samtgemeinde wordt bestuurd vanuit twee gemeente- of raadhuizen, gevestigd te Stolzenau en te Landesbergen.
Blijkens de website van de Samtgemeinde, zijn de bestuursafdelingen als volgt verdeeld:
- In beide raadhuizen bevinden zich zgn. Bürgerbüros, waar de inwoners terecht kunnen voor algemene vragen, het maken van afspraken e.d.
- De burgerlijke stand (bevolkingsadministratie) zetelt in Stolzenau.
- De afdelingen, die te maken hebben met bouwen, ruimtelijke ordening, economie (gedeeltelijk), openbare orde, en met contact tussen het verenigingsleven en de gemeente zitten in Landsbergen.
- De afdelingen gemeentelijke belastingen en economie [2](gedeeltelijk) zijn gevestigd in Stolzenau. Hier is ook het kantoor van de burgemeester van de gehele Samtgemeinde.

## Deelnemende gemeenten
Tussen haakjes: oppervlakte in km2; aantal inwoners per 31 december 2018. Bron: Website gemeente:
- Estorf (19,78; 1.737); met het gehucht Leeseringen, dicht bij Nienburg/Weser
- Husum (39,85; 2.405), onderverdeeld in:
  - Bolsehle
  - Groß Varlingen
  - Husum (dorp)
  - Schessinghausen
- Landesbergen (41,92; 2.794), onderverdeeld in:
  - Landesbergen (dorp)
  - Brokeloh
  - Hahnenberg
  - Heidhausen
- Leese (29,66; 1.741), alleen bestaande uit het dorp van die naam
- Stolzenau (64,88; 7.478), onderverdeeld in:
  - Stolzenau (centrum)
  - Schinna
  - Frestorf
  - Hibben
  - Müsleringen
  - Nendorf
  - Holzhausen
  - Anemolter
  - Diethe
  - de gehuchten Alterkamp, Böthel, Sögeberg en Kohlenweyhe.

Totaal gehele Samtgemeinde: 196,09 km2; 16.155 inwoners 31 december 2018.
In de tweede helft van de 20e eeuw was er een eenheid van de Nederlandse Koninklijke Luchtmacht in Stolzenau gestationeerd.

## Ligging, verkeer, vervoer
De gemeente ligt in het noorden van Duitsland, ten noordwesten van het Steinhuder Meer en grenst aan het rondom dat meer gelegen Naturpark. De grootste steden in de omgeving zijn Minden, ca. 30 km ten zuiden van Stolzenau, en Hannover, ruim 50 km ten oostzuidoosten van Stolzenau. Stolzenau ligt aan de  westelijke (linker-)oever van de rivier de Wezer, en de andere deelgemeenten aan de oostelijke (rechter-)oever,  in een overwegend laag drassig moeraslandschap.

### Buurgemeentes
- Steyerberg (NW)
- Samtgemeinde Liebenau (NNW)
- Nienburg/Weser (N)
- Linsburg, Samtgemeinde Steimbke (NO)
- Neustadt am Rübenberge (O)
- Rehburg-Loccum (O)
- Petershagen (Z)
- Raddestorf, Samtgemeinde Uchte (W)

### Wegverkeer
De Bundesstraße 215 Nienburg/Weser - Minden loopt van noord naar zuid eerst over de oostelijke Wezeroever door Estorf, Landsbergen en Leese. Daar is een brug over de Wezer. De B215 gaat over deze brug naar Stolzenau en dan over de westoever zuidwaarts naar Petershagen. Voor de brug in Leese takt de Bundesstraße 441 zuidoostwaarts naar het Steinhuder Meer en dan oostelijk naar Wunstorf af.

### Openbaar vervoer
Aan de spoorlijn Nienburg - Minden liggen in de gemeente enige kleine stations. Station Leese-Stolzenau wordt nog voor reizigersvervoer gebruikt, zij het, dat de stoptreinen tussen station Nienburg (Weser) en Minden er slechts één keer in de twee uur stoppen. In het stationnetje  te Estorf stoppen alleen nog goederentreinen, dat van Landsbergen is geheel verwijderd.
Streekbussen rijden o.a. naar Nienburg/Weser en Wunstorf. De frequentie hiervan is echter, vooral in de weekeinden, laag.

### Scheepvaart
De gemeente ligt aan de Wezer. Bij de brug over die rivier in Stolzenau, op de westoever,  is een (zeer kleine) binnenhaven, alsmede een kleine jachthaven. Bij Landesbergen is een kort parallelkanaal langs de Wezer met een sluis.

## Economie
De Samtgemeente Mittelweser kent verschillende economische bronnen van inkomsten: toerisme, vooral fietstoerisme; midden- en kleinbedrijf; vanwege de ligging aan de Wezer:  handel en logistiek, en ten slotte nog betrekkelijk veel landbouw en veeteelt.
Van belang is de elektrische centrale Landesbergen, gebouwd in 1962. De centrale verbruikt aardgas en biomassa en heeft een haventje aan de Wezer. Eigenaresse is Statkraft uit Noorwegen. Het op aardgas draaiende deel van de centrale moet in de periode vanaf 2022 geleidelijk stilgelegd worden, de biomassacentrale uitgebreid.
Schinna bij Stolzenau heeft een grote grindgroeve nabij de Wezer, tegenover de energiecentrale.

## Geschiedenis

### Geschiedenis Stolzenau
Stolzenau is ontstaan bij de plek waar in 1346 door de graaf van Hoya een Burg gebouwd is. De naam Stolzenau is voor het eerst vermeld in 1370 en luidt in modern Duits: stolze Aue. Een Aue; vgl. Nederlands: ooibos is het vlakke gebied met weilanden en bos naast een rivier gelegen. Stolzenau is dus het best te vertalen als trots rivieroeverland. Het was een tijd lang de vaste residentie van de graaf van Hoya. Na zijn dood werd het graafschap in pacht door het hertogdom Brunswijk-Lüneburg overgenomen, waardoor Stolzenau in dit hertogdom werd opgenomen.
Het dorpje Schinna ten noorden van Stolzenau had van 1148 tot aan  de Reformatie in 1543 een benedictijnenklooster. In 1540 was de oude kerk van het klooster al gesloopt; de stenen werden voor gebouwen in Stolzenau zelf hergebruikt. In de plaats daarvan verrees het bijzondere kerkje in vakwerkstijl, dat er nog steeds staat en in 2016 is gerestaureerd.
In 1594 werd het dorp getroffen door een grote veenbrand, waarbij veel huizen verloren gingen. 
Ook bleef Stolzenau de ellende van de Dertigjarige Oorlog niet bespaard.
In 1625 werd het dorp bezet door Deense militairen. Na de vrede van Westfalen keerde de rust terug en kende Stolzenau een periode van economische ontwikkeling.
Of en zo ja, wanneer Stolzenau stadsrechten kreeg, is niet bekend. De plaats noemt zichzelf sinds ca. 1960 wel stad.
In 1884 werd de Kreis Stolzenau opgericht en in 1885 het nu nog bestaande raadhuis gebouwd. De Kreisverwaltung was tot 1932 in het oude kasteel ondergebracht. Dit veranderde in de Tweede Wereldoorlog van bestemming en werd Arbeitsdienstlager. Na 1945 werd het kasteel door diverse mensen bewoond en in 1965 werd het afgebroken. Op dezelfde plaats werd de middelbare school Schlossschule gebouwd.
Het wapenschild van Stolzenau dateert uit de 15e eeuw en bestaat uit een rood met gele achtergrond waarop links een kasteeltoren en rechts een berenklauw is afgebeeld. Dit is symbolisch voor het kasteel van de graaf van Hoya, die zo'n klauw in zijn familiewapen voerde. In het midden staat een anker dat het belang van de scheepvaart op de Wezer aangeeft.

### Nederlandse luchtmachteenheden in Stolzenau
Als gevolg van de Koude Oorlog en de hieruit voortkomende Nederlandse verplichtingen aan de NAVO werden vanaf 1960 Nederlandse luchtmachteenheden in West-Duitsland gestationeerd. Als laatste eenheid werd in september 1966 de 5e Groep Geleide Wapens (5GGW) opgericht. 5GGW kreeg de plaats Stolzenau als vaste standplaats toegewezen, waarna in de stad het groepslegeringskamp (GLK) en de Nederlandse woonwijk werd gebouwd. Naast het GLK bestond 5GGW uit 4 operationele squadrons die waren uitgerust met luchtdoelraketten van het type MIM-23 Hawk (500 en 501 sqn) of MIM-104 Patriot (502 en 503 sqn). De operationele stellingen waren de volgende:
- 500 sqn Borstel
- 501 sqn Winzlar
- 502 sqn Hoysinghausen
- 503 sqn Reinsdorf

In 1985 kreeg 5GGW aanvulling met de FIM-92 Stinger. Deze vanaf de schouder gelanceerde hittezoekende raket diende voor de nabijverdediging van de operationele stellingen.
In 1991 werden 502 en 503 sqn voor twee maanden uitgezonden naar Turkije, voor de verdediging van de vliegbasis en de stad Diyarbakir tijdens de Golfoorlog.
Als gevolg van het einde van de Koude Oorlog werd 5GGW in juli 1995 opgeheven, waarmee na 35 jaar een eind kwam aan het tijdperk van de Nederlandse geleidewapeneenheden in West-Duitsland. Alle overgebleven eenheden gingen terug naar Nederland en zijn operationeel bij de Groep Geleide Wapens de Peel (GGW de Peel).

## Afbeeldingen

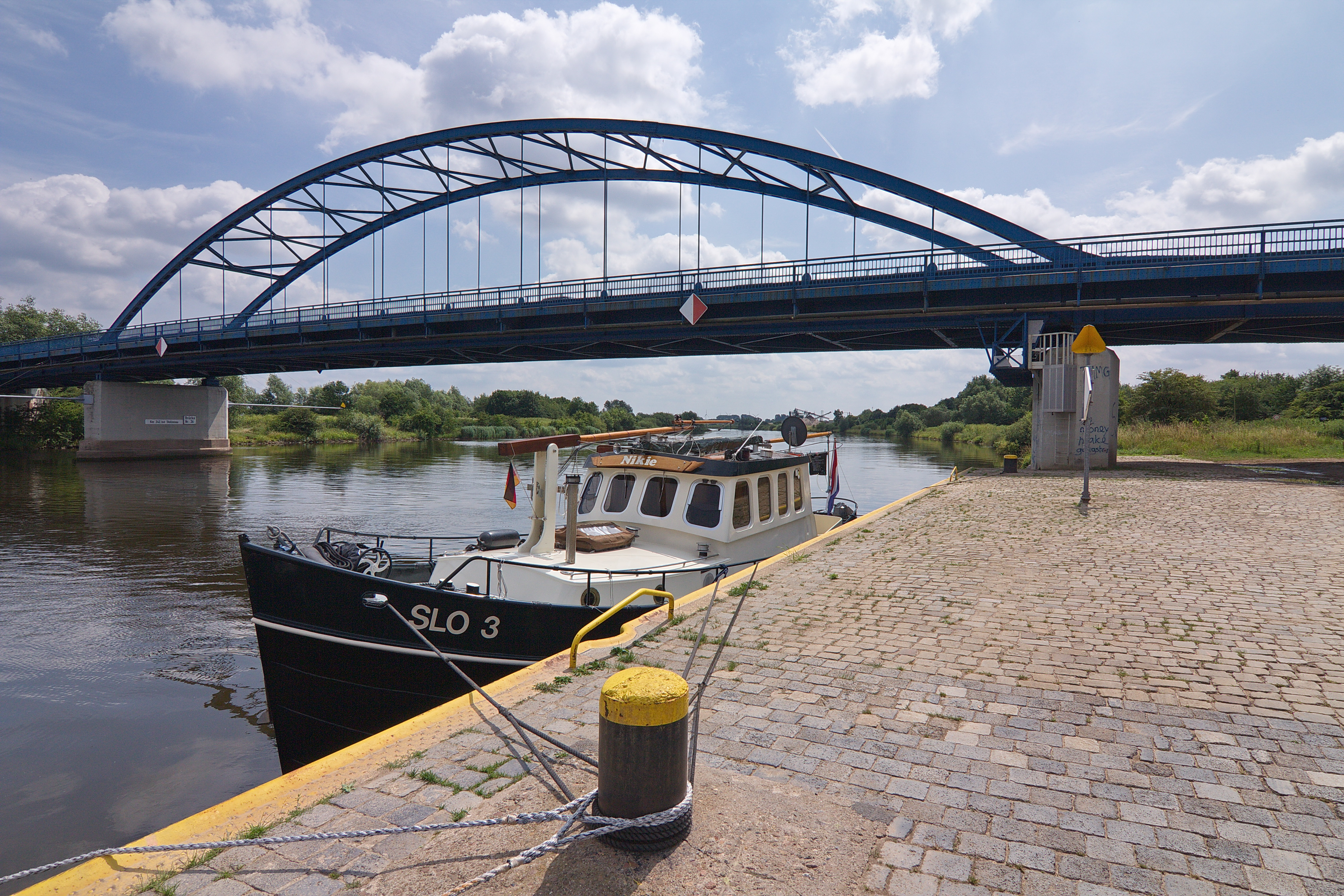
Stolzenau, brug over de Wezer met haventje
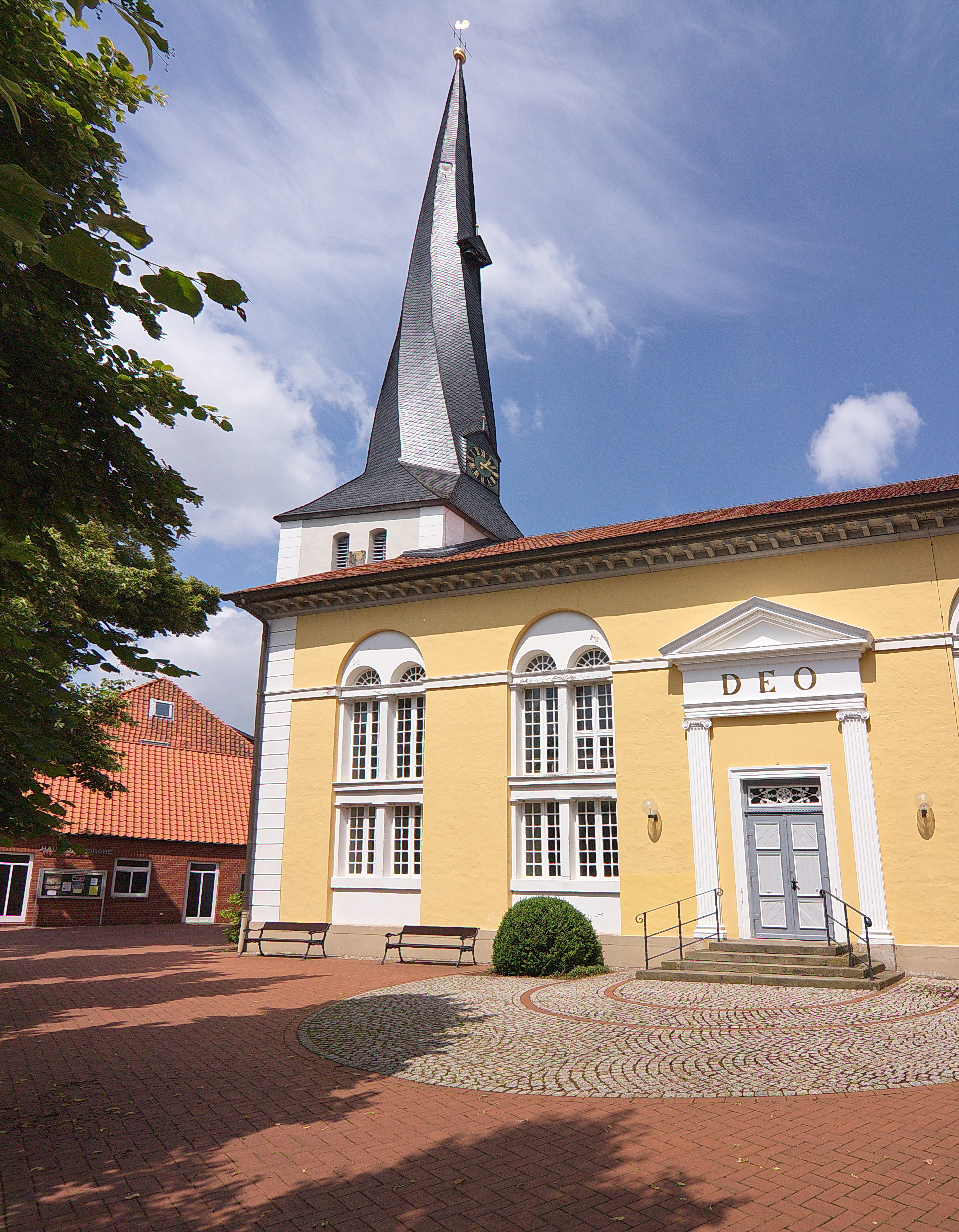
St. Jacobuskerk, Stolzenau (17e- 19e eeuw)
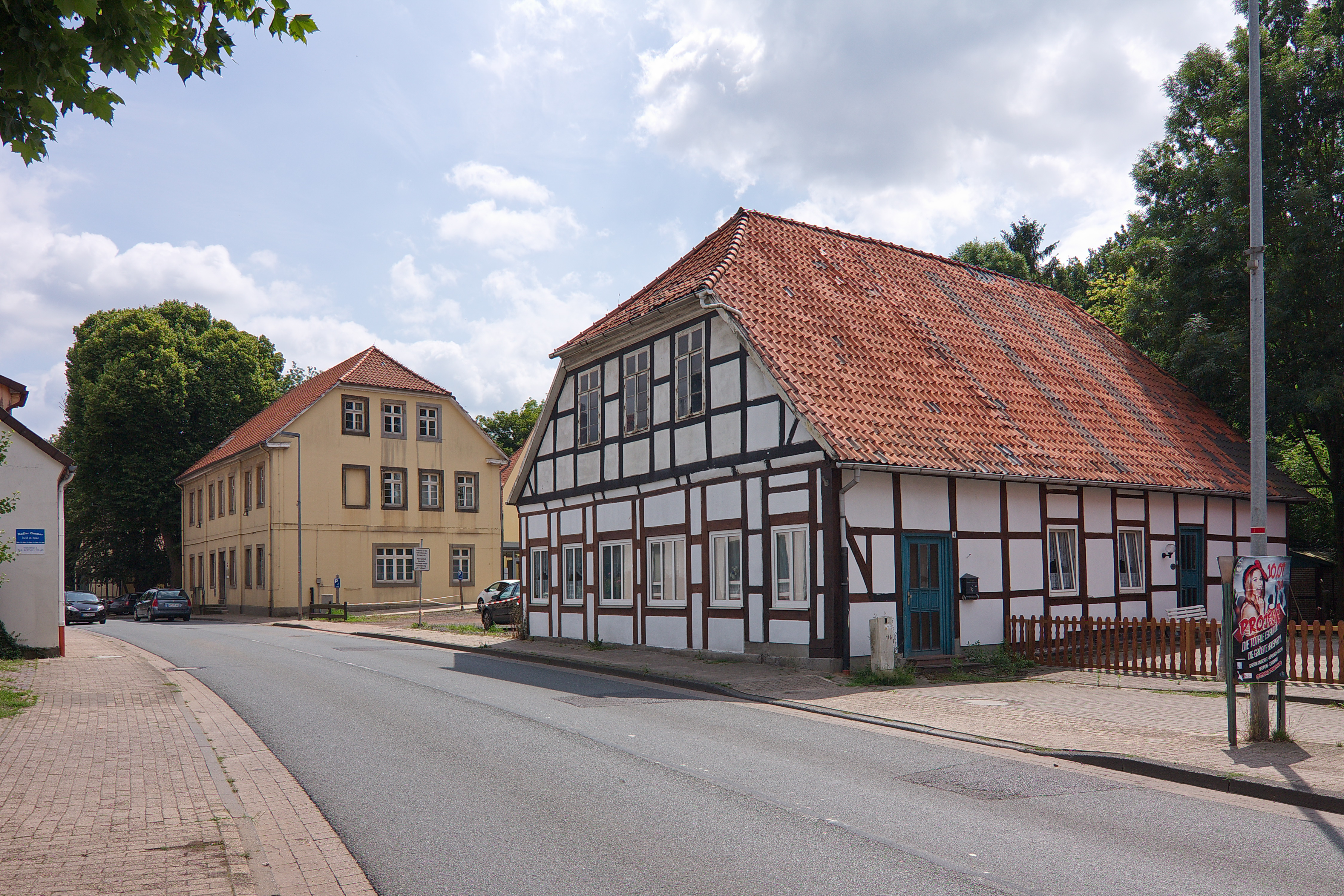
Vakwerkhuizen in de kern van Stolzenau
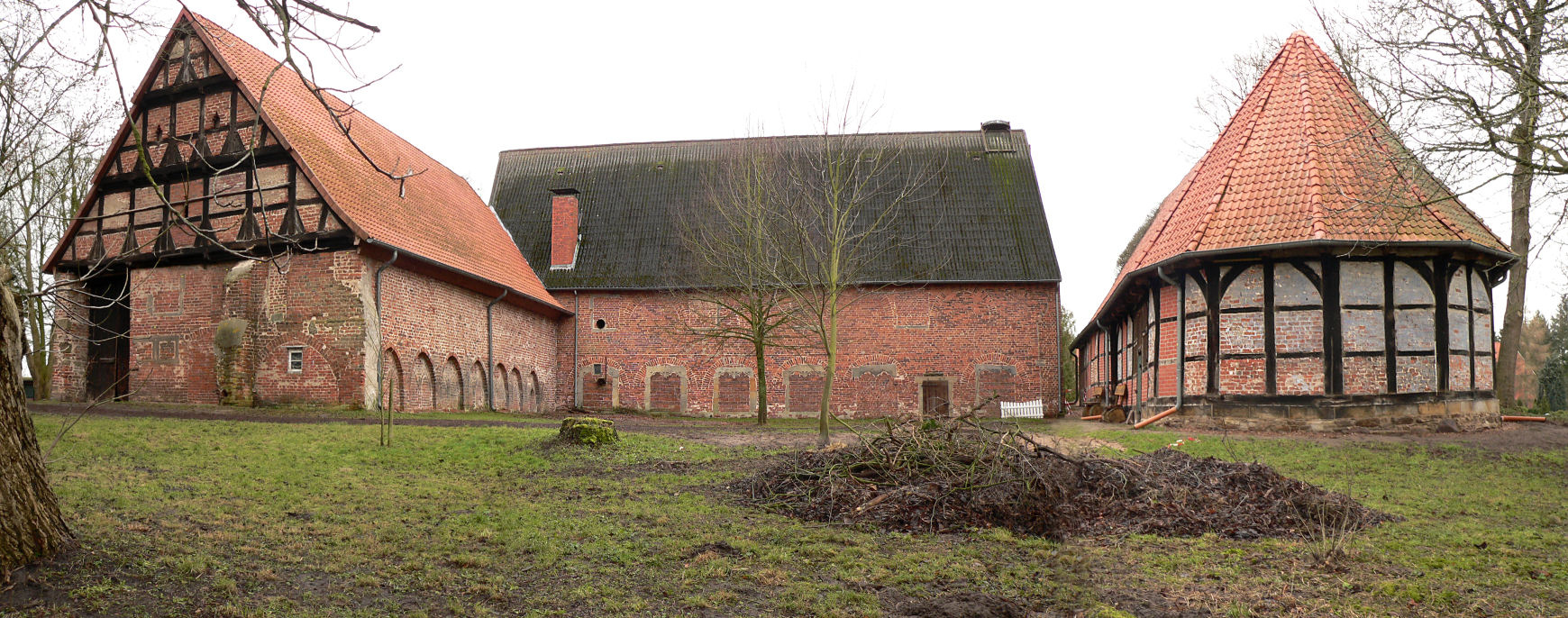
Voormalig klooster (12e eeuw tot 1543) Schinna bij Stolzenau
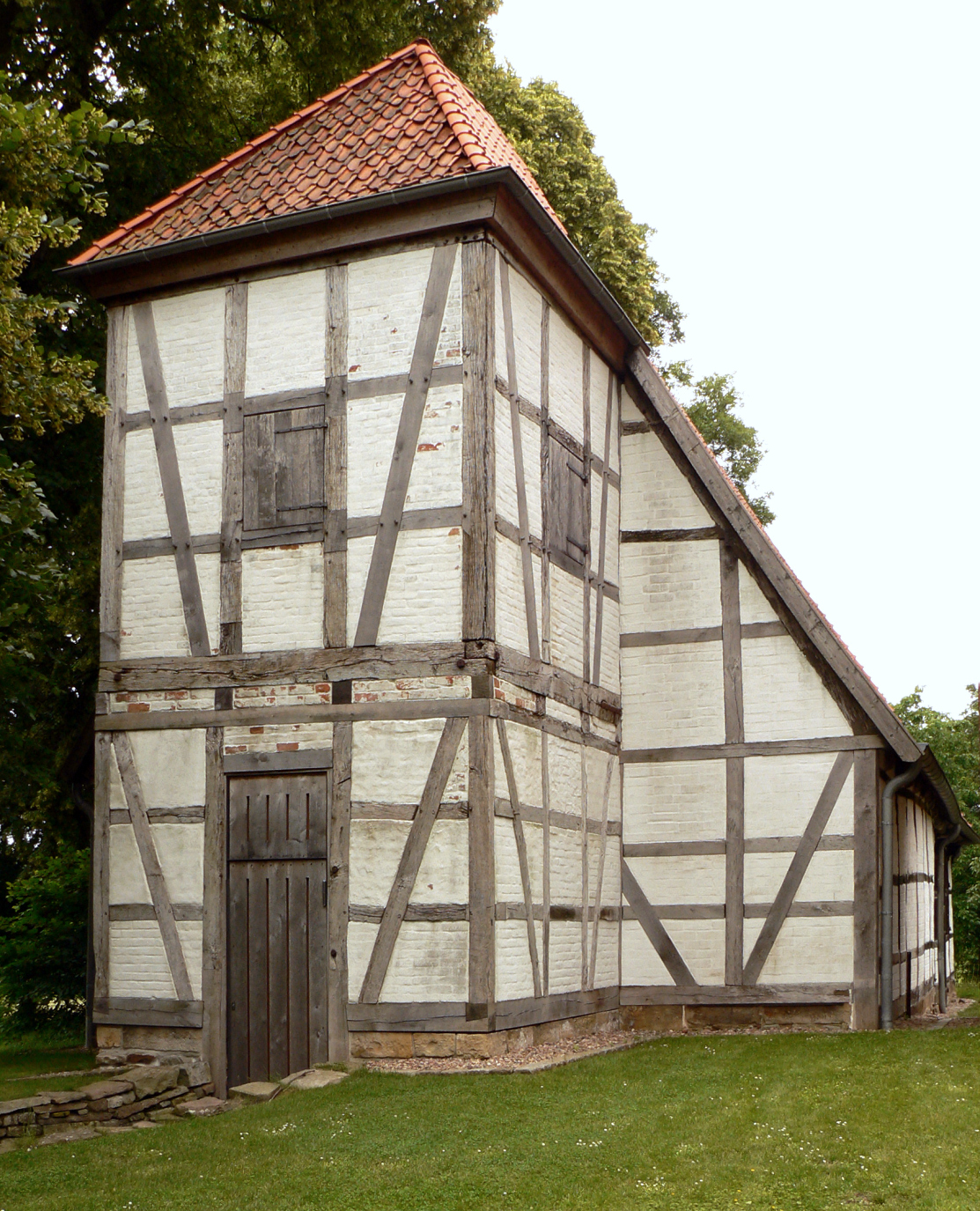
Kerktorentje in vakwerkstijl v/m klooster Schinna
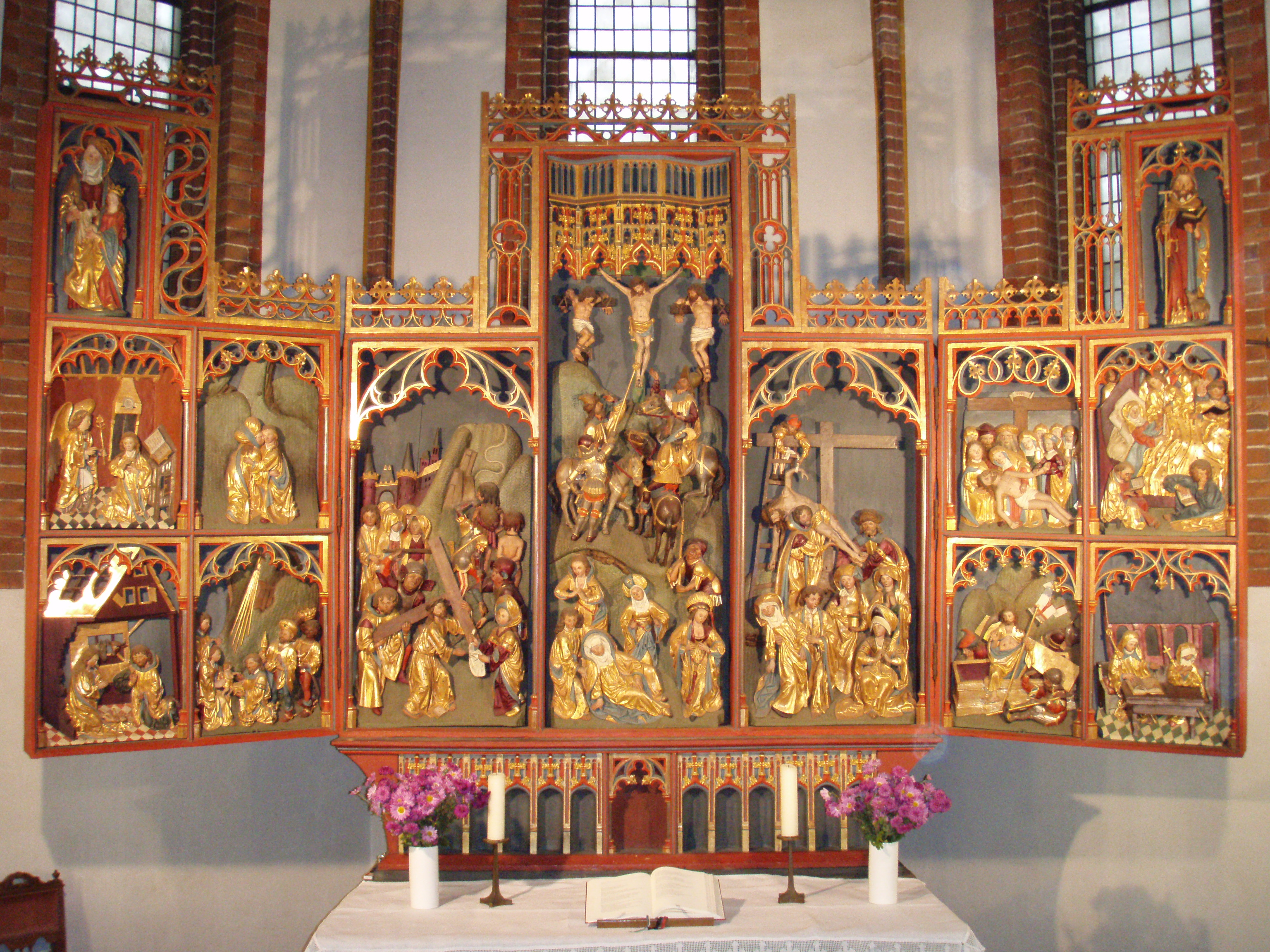
Laatgotisch altaarstuk uit Klooster Schinna, thans in de St. Vituskerk te Schinna
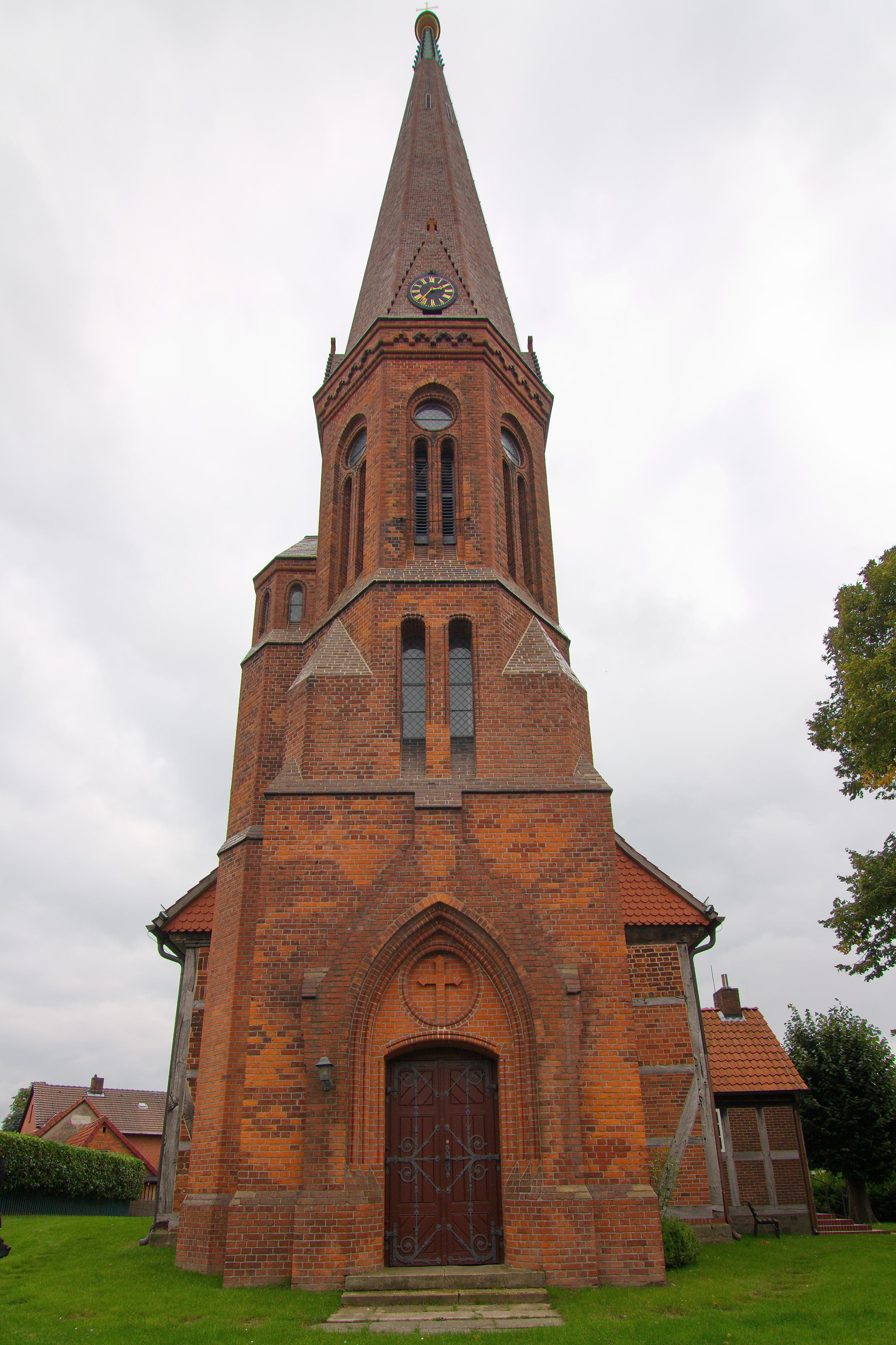
Barokke kerk te Estorf
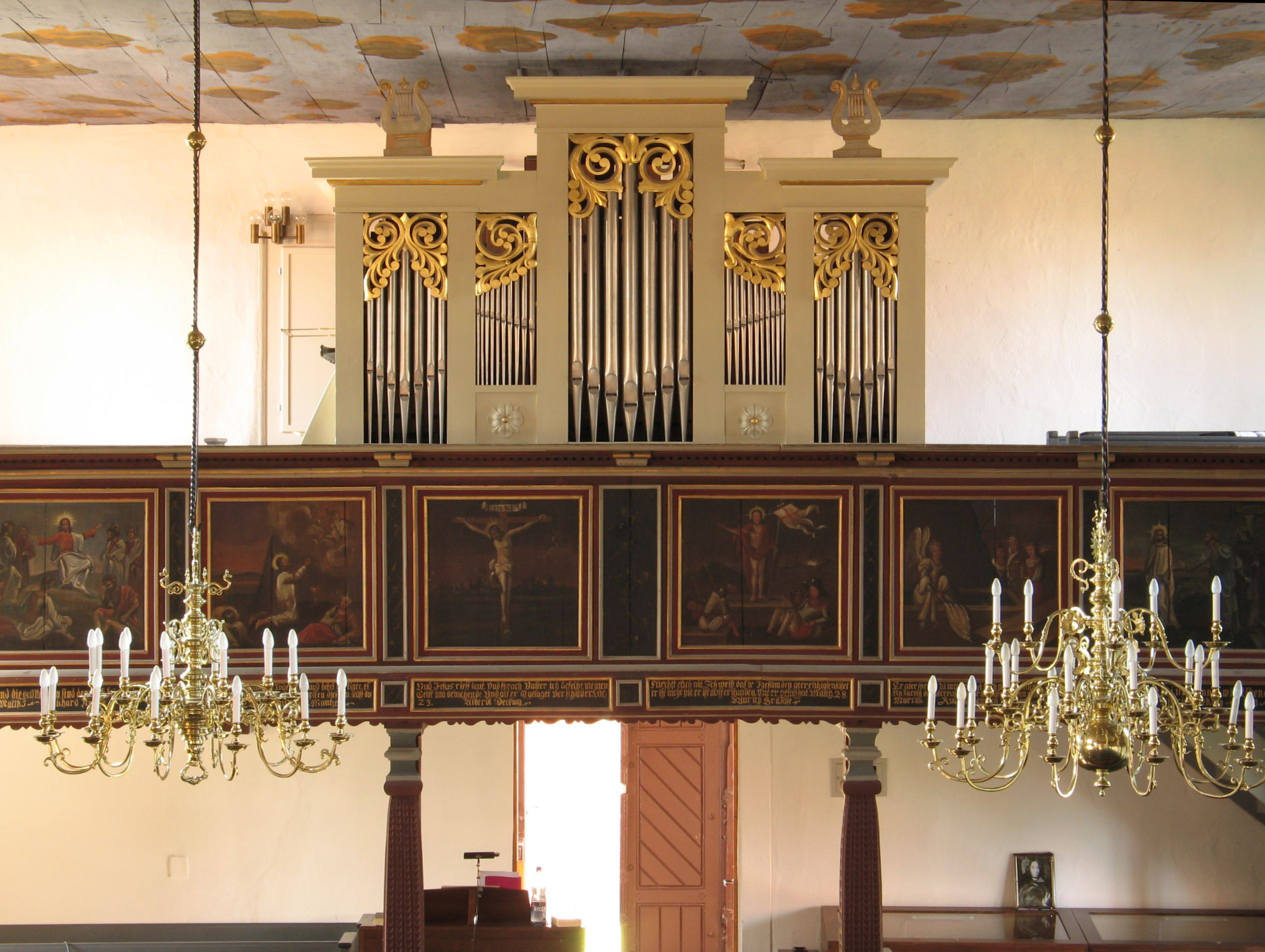
Het orgel in deze kerk
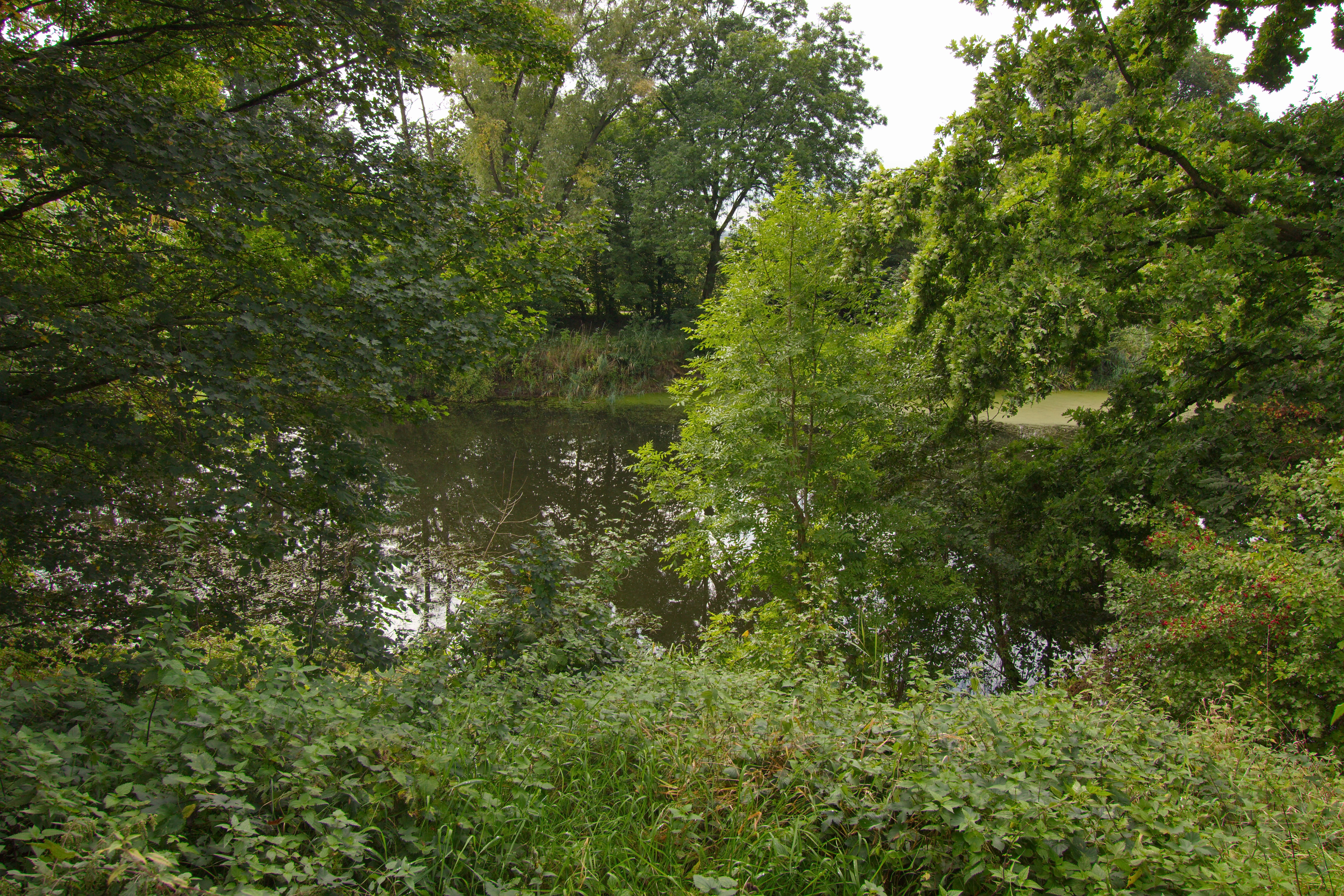
De Estorfer See, een zgn. dode arm van de Wezer ten W. van Estorf (natuurreservaat; niet toegankelijk)
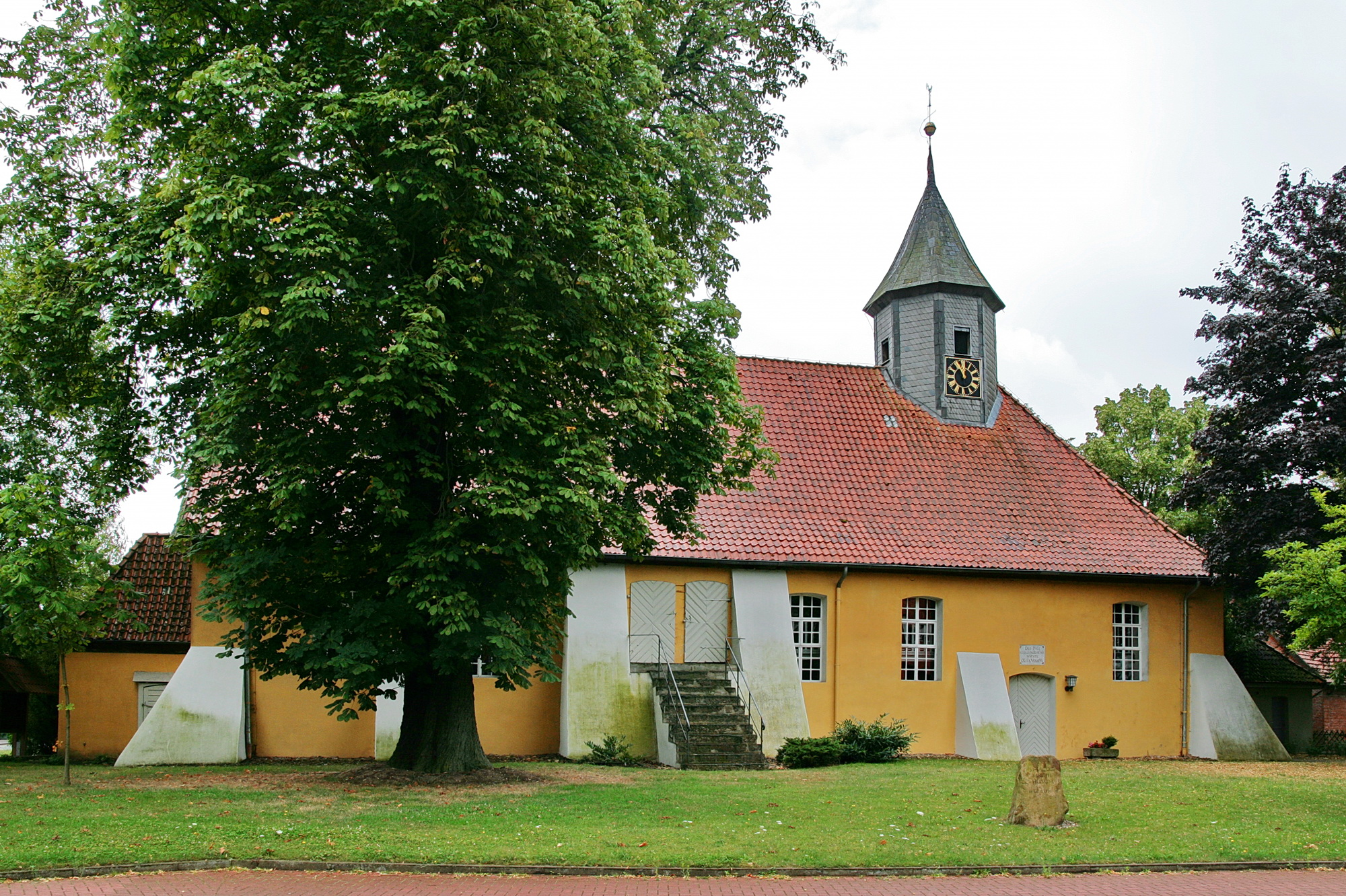
Evang.-lutherse St.-Jacobuskerk, Husum (1778)
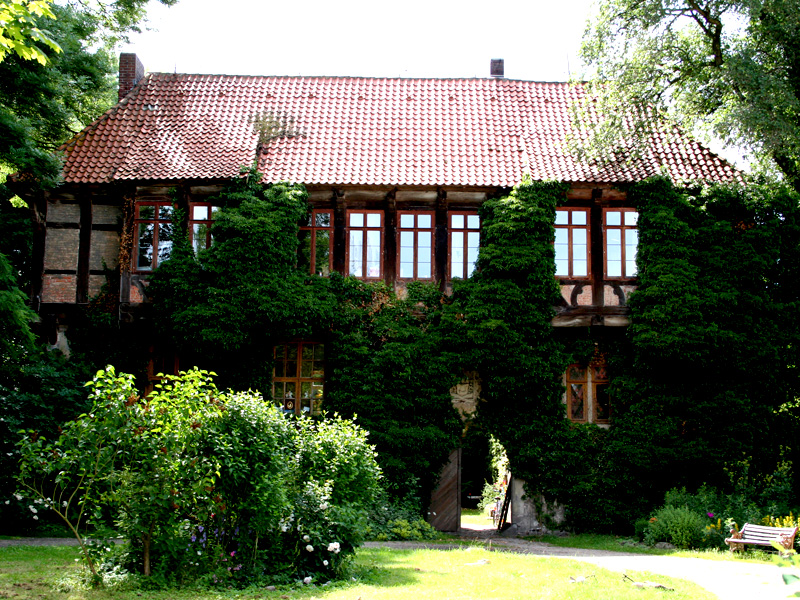
Riddergoed Brokeloh, kasteelgebouw
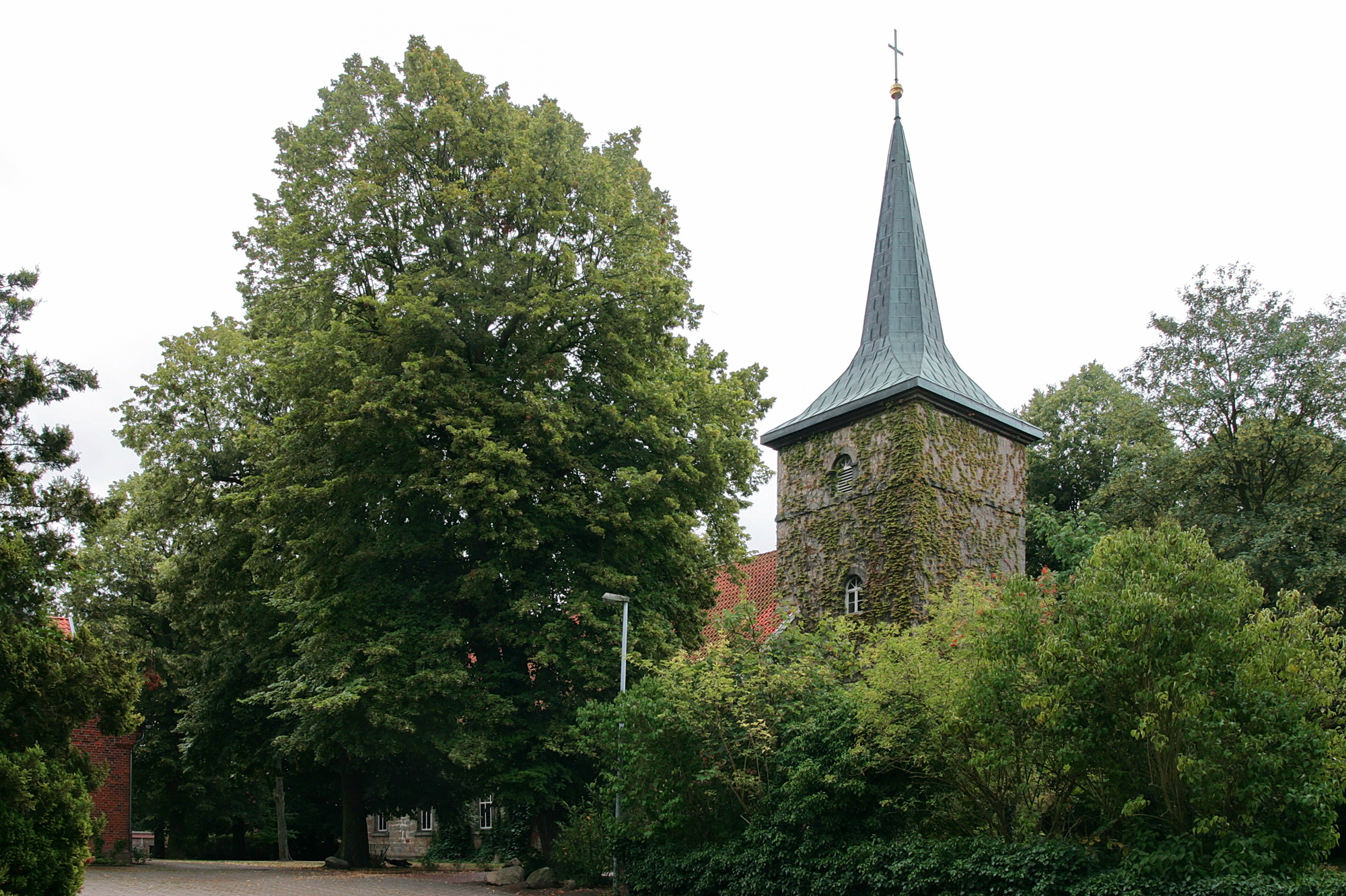
Kerkje (1230) van Landesbergen
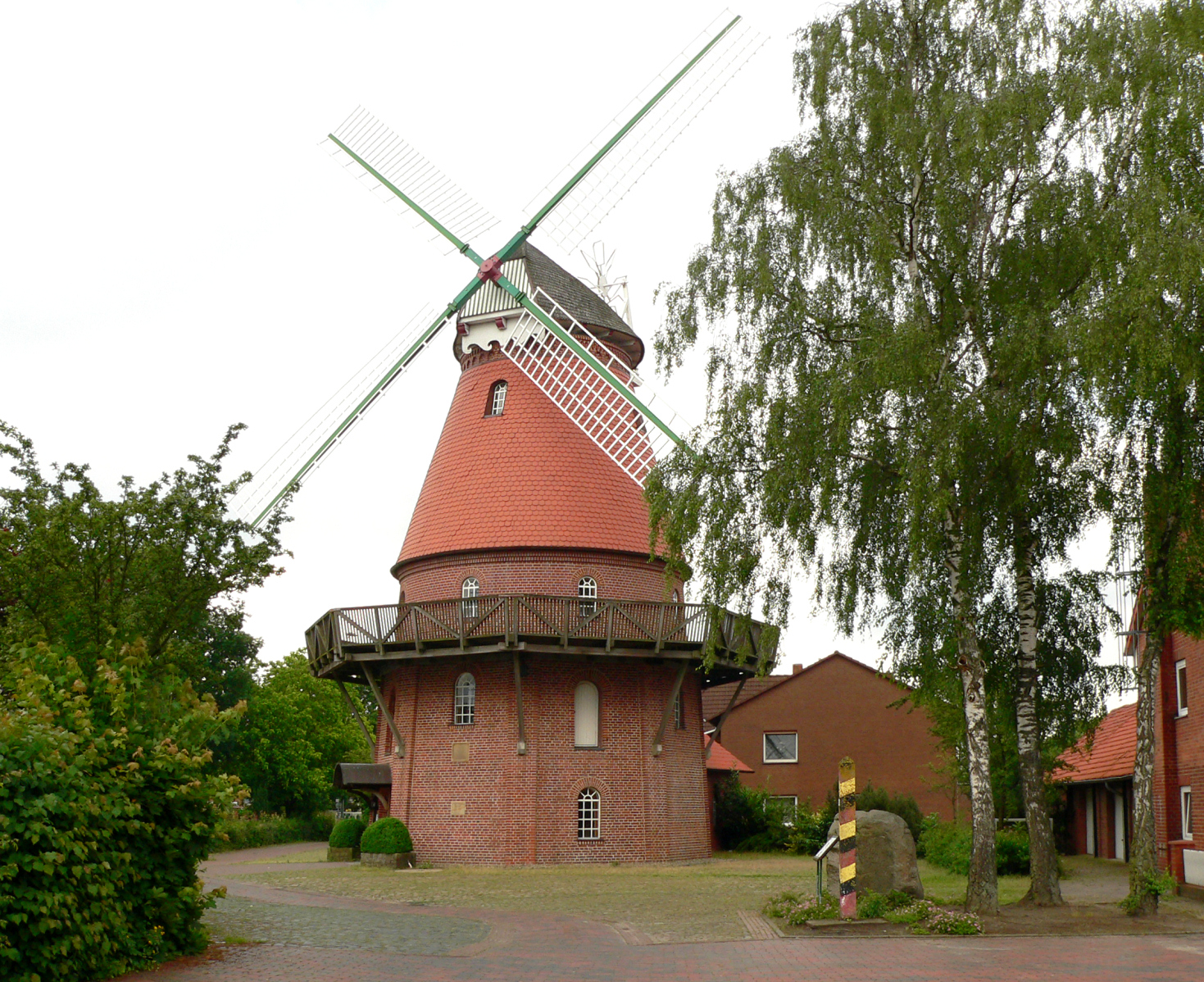
Windmolen van Landesbergen
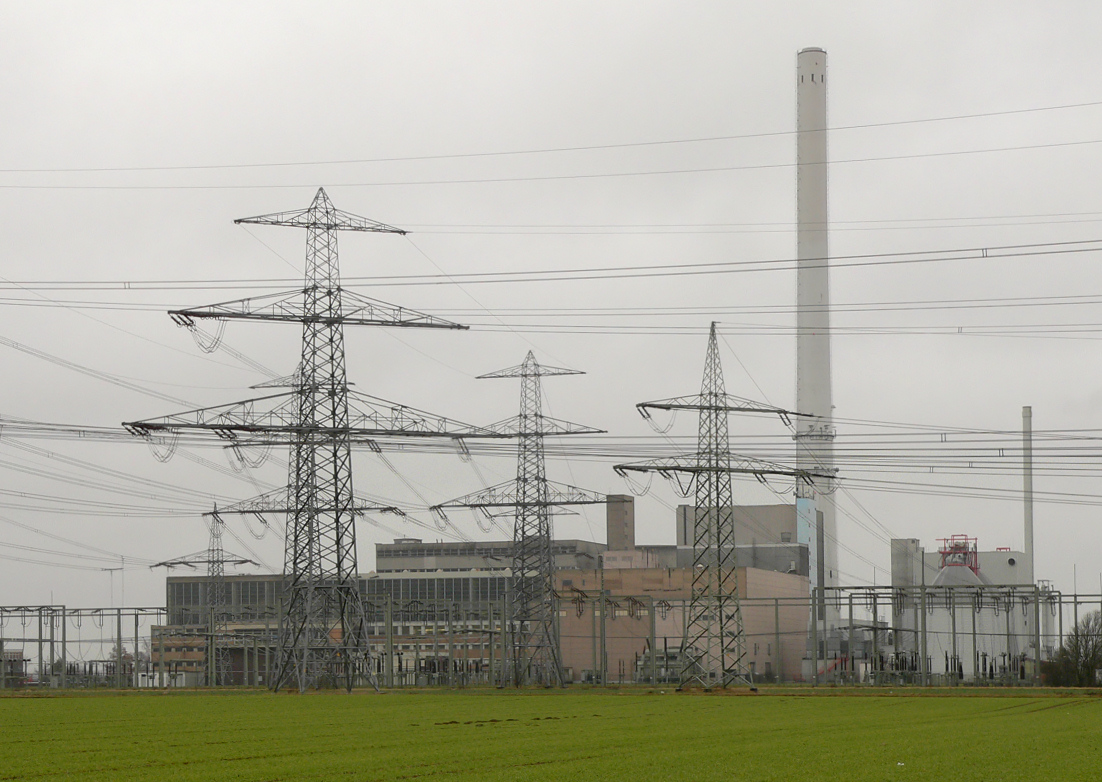
Elektrische centrale Landesbergen (1962)
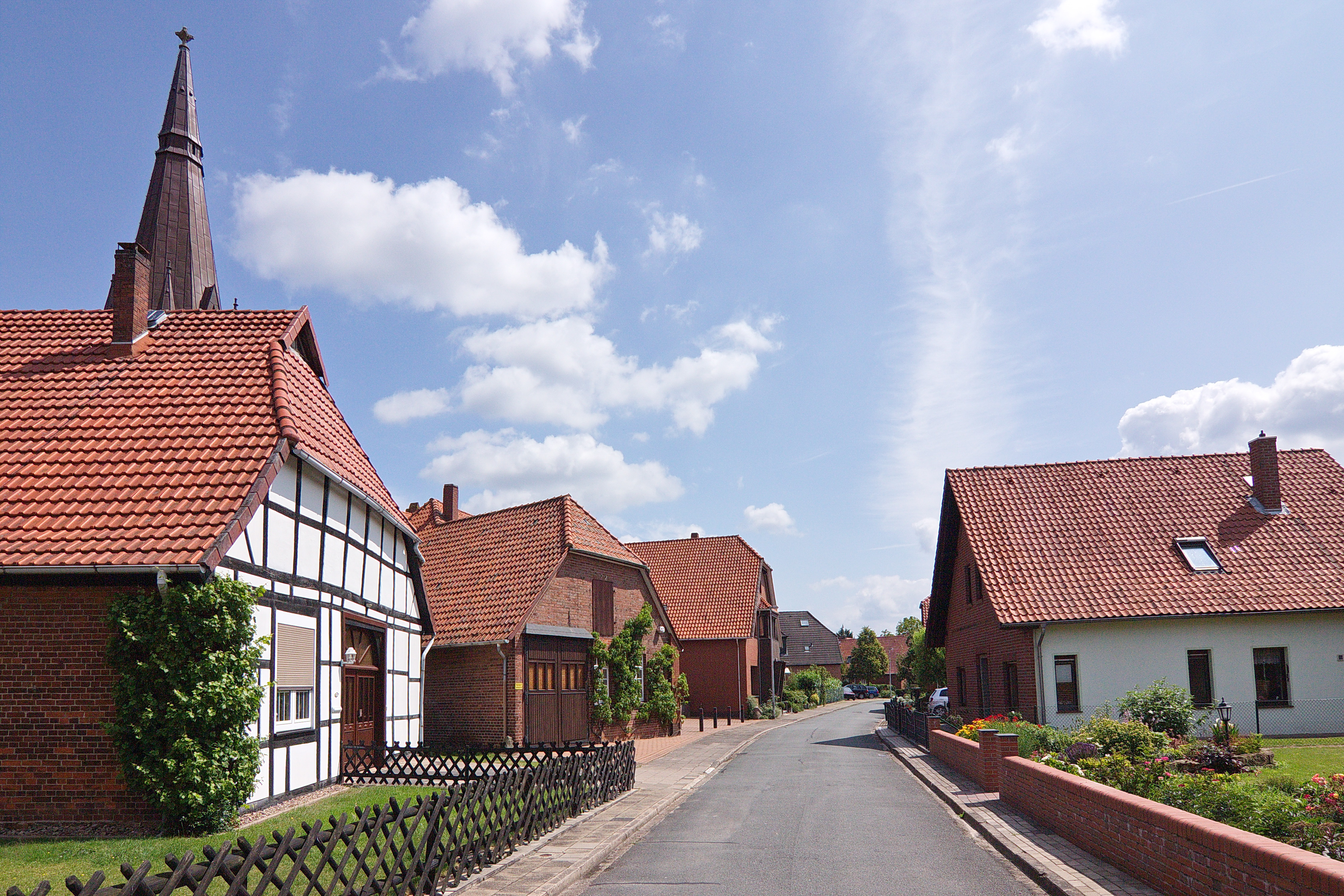
Dorpsgezicht Leese; links de toren van de grote, in 1874 gebouwde kerk